# Білозорка річкова
Білозорка річкова (Tachycineta bicolor) — невеликий птах родини ластівкових. Це перелітний птах, що мешкає в Америці. Вперше була описана французьким орнітологом В'єйо як Hirundo bicolor.

## Зовнішній вигляд
Має характерне переливчасто-синє забарвлення верху і сніжно-білий низ. На голові межа темного і білого кольорів проходить по лінії дзьоба нижче ока. Самиці першого року і молодняк, як правило, тьмяних кольорів — від темно-сірого до буруватого. Переливчасті синьо-зелені пір'їнки з віком найперше з'являються на голові і передній частині, тоді як крила і хвіст все ще темного, неблискучого кольору. У самців переливчасті синьо-зелені пір'їнки з'являються швидше і більше, ніж у самиць. У молодих птахів на грудях може бути темнувата смуга.
Линька у білозорок річкових відбувається у кінці літа, якраз перед міграцією, на відміну від інших ластівок, які линяють вже після міграції. Молоді самці вже після першої своєї линьки отримують переливчасто-синє оперення, в той час як самицям це забирає ще рік або два. Після того відрізнити їх зовні можна хіба що за поведінкою та щебетом. 

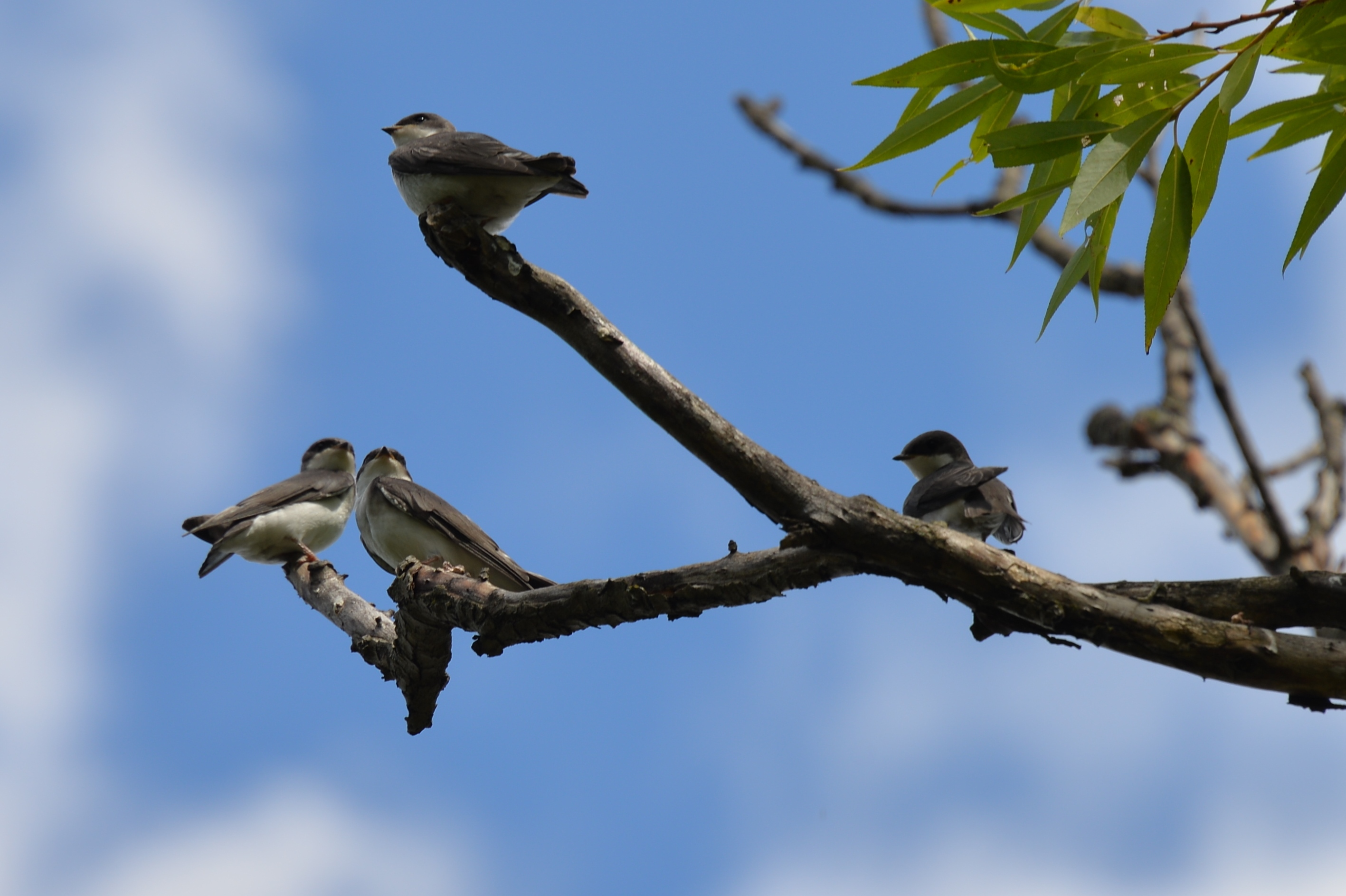
Молоді птахи білозорки річкової вчаться літати

## Поведінка
Між білозорками можна помітити характерну залицяльну поведінку - «тріпочучий» політ самця навколо гнізда чи пташиного будиночка (вони охоче використовують штучні хатки), «поклони» сидячи коло гнізда чи на хатинці, торкання самця і самиці дзьобиками. 
Білозорки гніздяться у дуплах або в хатках, де вони будують гніздо з трави, вистелене пір'ям. Самиця виконує всю роботу, в той час як самець приносить їй матеріал. Будівництво гнізда триває до трьох тижнів. Буває, що ластівки крадуть заготовлений матеріал у інших пар. Білозорки паруються на період гніздування, але помічені випадки стосунків «на стороні». Буває, що самець відвідує двоє різних гнізд. Також вважається, що хоча птахи спарюються здебільшого з тими самими партнерами рік до року, вони більше прив'язані до місць гніздування, аніж конкретні особини між собою.

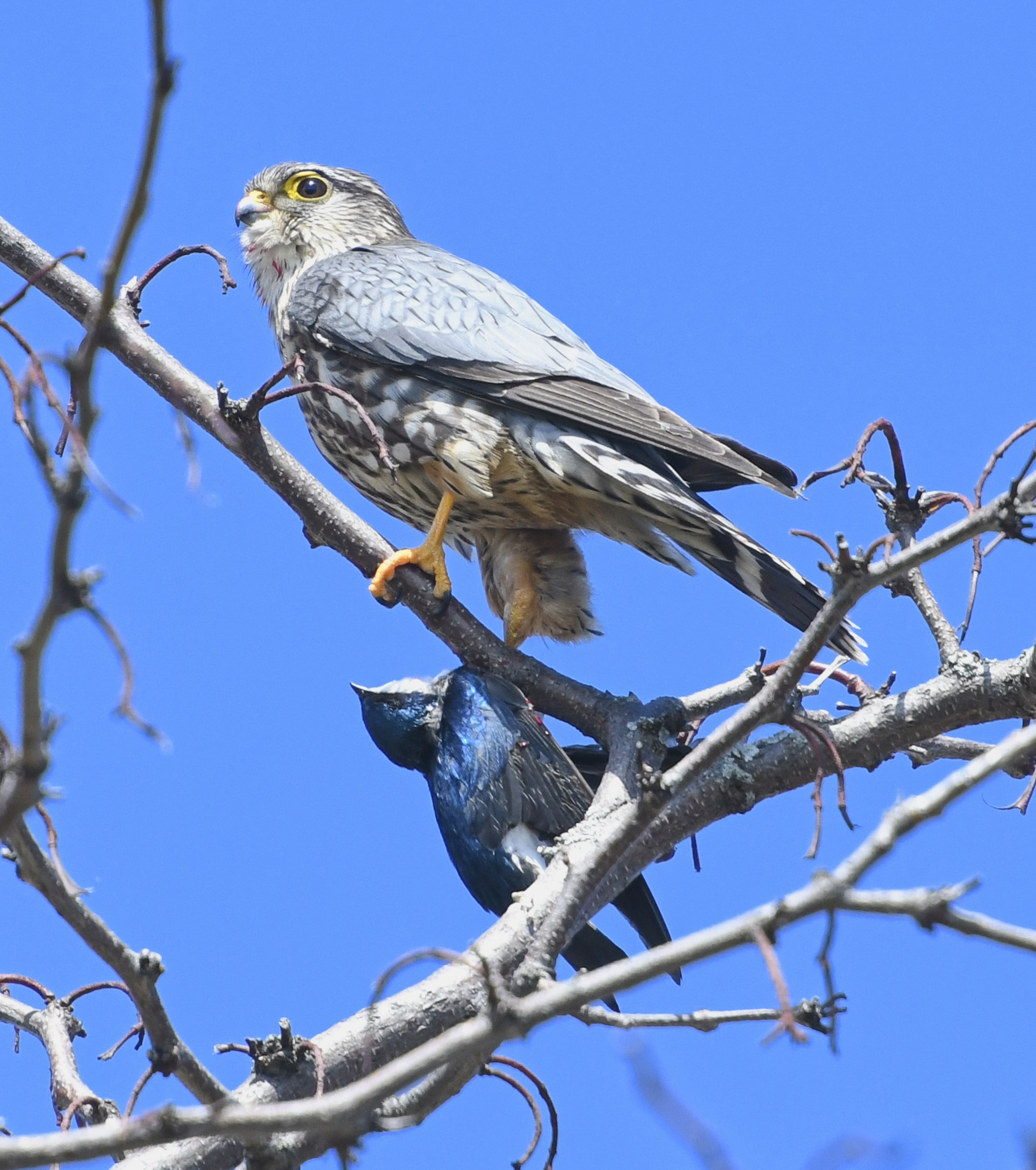
Підсоколик малий зі спійманою білозоркою

Білозорки намагаються відігнати хижака чи людину, яка наближається до гнізда, агресивно кружляючи у них над головою. Самиця відкладає яйця по одному на день і висиджує їх 14-15 днів. Самець оберігає вхід, коли самиця відлучається для живлення. Коли самиці треба вийти, вона виставляє голову і озирається навколо. Тоді самець прилітає і після її вильоту негайно займає позицію в хатці чи в дуплі з головою назовні, аж поки самиця не повернеться, щоб продовжувати висиджування яєць. Буває, що самець приносить їй якусь поживу. Після вилуплювання самиця продовжує висиджувати пташенят три дні. Після чого обоє батьків інтенсивно вигодовують пташенят, часто приносячи поживу, часом з віддалі до півтора кілометра. Дбаючи про чистоту гнізда, птахи відносять послід пташенят далеко від гнізда та кидають його у воду. Коли пташенята покидають гніздо, вони вже досить добре готові до польоту і практично ніколи не повертаються у гніздо. Батьки ще якийсь час підгодовують їх на гілках коло гнізда. І тоді, за якихось 3 дні, ластів'ята стають незалежними. Білозорки річкові мають одну кладку з 4-7 яєць на сезон, рідко дві. Після усамостійнення молодняку колонії ластівок переміщуються ближче до водних і болотистих угідь, де вони мають вдосталь комах для поживи. Птахи можуть збиратись доволі великими зграями, ночуючи на сідалах на навколишніх деревах.

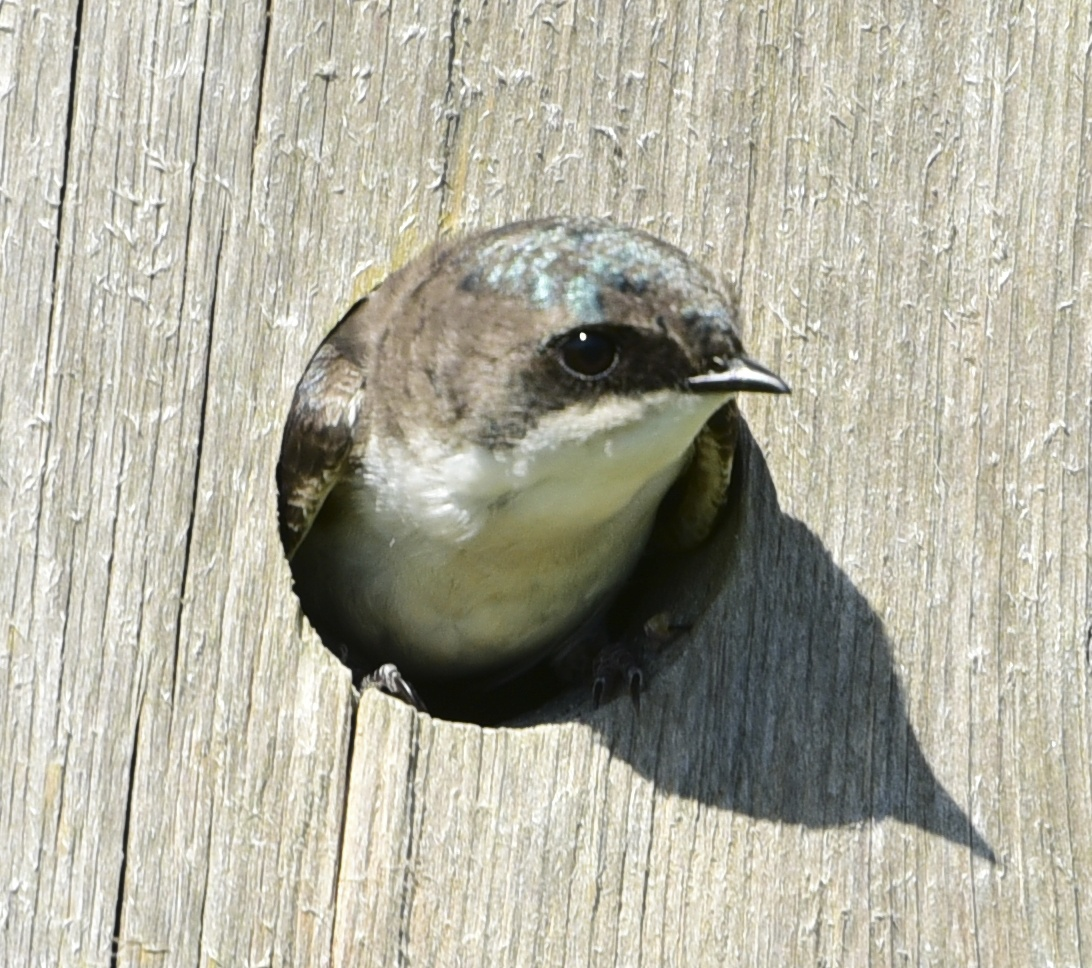
Самиця білозорки річкової визирає з хатки.

Дональд Стокс описує цікаву особливість. Іноді, коли ластівкам бракує поживи, вся колонія раптово покидає місце гніздування, навіть посеред фази висиджування, на 3-4 дні, а потім повертається, без видимої шкоди для кладки, лише з тим, що період інкубації подовжується на ці 3-4 дні. Багато спостерігачів задавались питанням, куди мандрують птахи у цей час, але відповіді ще не отримали.

## Живлення
Поживою для білозорки майже цілковито є комахи, і лише винятково вони споживають інших дрібних тварин та рослинну їжу, коли погода дуже вже не сприяє розвитку комашні. Від світанку до смеркання білозорка річкова пурхає, полюючи на комах у таких місцях, де вони звичайно рояться хмарами, зазвичай у повітряному просторі не вище ніж 15 м від поверхні. Білозорка їсть різноманітних літаючих комах: бабок, рівнокрилих, мух, одноденок, волохокрильців, напівтвердокрилих, сидячечеревних, бджіл, мурах, ос, жуків, веснянок, метеликів, нічних метеликів, коників, а також, на зміну - (нелітаючих) павуків, молюсків та круглих червів. За розмірами їхня здобич може різнитись від малої крупинки і до 5-6 см. Полюючи, подібно до інших ластівок, вони виконують акробатичні піруети, різко міняючи напрямок і швидкість польоту. Під час роїння комах вони можуть здобувати значну кількість здобичі, виправдовуючи витрату енергії на безперервний політ. Помічено, що у гніздовий період самиці знаходять і поїдають риб'ячі кістки, панцирі ракоподібних, шкаралупки яєць та інше, здобуваючи необхідний їм додатковий кальцій для несення яєць.

## Екологія
Білозорки річкові гніздяться поблизу заливних лук, на болотах, підтоплених лісах і заростях, бобрових заводях, узбережжях та вздовж річок по всій Північній Америці, віддаючи перевагу водним угіддям, які продукують незчисленну кількість комах для їхньої поживи. Для влаштування гнізд їм потрібні старі та сухі дерева з численними дуплами (часто використовують дупла, видовбані й покинути дятлами). Часто й охоче гніздяться в хатках, зроблених людьми. Під час міграцій і зимівлі вони обирають подібні вологі угіддя, за винятком того, що не потребують гнізд і дупел, тому спеціально не прив'язані до сушняку і можуть більше літати на відкритих просторах.
Хоча за шкалою загроженості білозорка річкова потрапляє в категорію LC, все ж чисельність популяцій за 200 років, і навіть за останні 40 років суттєво впала. Причиною цього може бути загосподарення людьми гніздових територій — усунення старих дупластих дерев, осушення боліт, збільшення сільгоспугідь, а особливо масове застосування пестицидів, які через ланцюг живлення можуть накопичуватись в організмі ластівок, як переважно комахоїдних птахів.